# Mulanje (Malawi)
Mulanje ist eine Stadt mit 14.274 Einwohnern (2018) im Südosten von Malawi am Fuße des gleichnamigen Bergmassivs Mulanje an der Grenze zu Mosambik. Sie ist Hauptstadt des gleichnamigen Distrikts Mulanje, der eine Fläche von 2056 km² und eine Bevölkerung von 428.322 hat.

## Wirtschaft
Die Stadt lebt von Teeanbau und -verarbeitung. Weite Flächen des Gebirgsstocks unter den Steilwänden des Mulanje-Massivs dienen ausschließlich dem Anbau dieses Produkts. Die möglichen Anbauflächen werden vollständig genutzt. Die Plantagenwirtschaft, die in Blantyre bilanziert, lässt keine Gewinne im Distrikt und Kleinbauern kaum Raum. Diese müssen sich mit Löhnen für saisonale Arbeit begnügen. Mit Chiradzulu und Kasungu teilt der Mulanje-Distrikt aus unterschiedlichen Gründen die untersten Ränge der Ernährungssicherheit im Land. Die geringsten wirtschaftlichen Wachstumsraten in Malawi von 1997 bis 1998 konzentrieren sich auf arme und überbevölkerte Distrikte im Süden wie Chiradzulu (1,4 %), Phalombe (1,5 %), Mulanje (1,6 %) und das ebenfalls an Teeplantagen reiche Thyolo (1,7 %).
Im Gespräch ist noch immer der Abbau der Bauxitvorkommen mit einem Gehalt von rund 30 % Aluminiumoxid auf dem Lichenya-Plateau, was zahlreiche Arbeitsplätze schaffen würde. Dafür ist eine Investition von fast einer Milliarde US-Dollar erforderlich. Vier weitere, weniger ertragreiche Vorkommen sind ebenfalls vorhanden.

## Infrastruktur
Mulanje hat ein Missions-Krankenhaus mit 182 Betten, Grund- und Sekundarschulen, das Hotel Kara O Mula und einen Golfclub mit kleinen Swimmingpool. Die Hauptstraße wird 2006 asphaltiert und es werden neue Brücken gebaut. Es gibt nur wenige, ausschließlich auf lokalen Bedarf ausgerichtete Geschäfte.